# بوبي ليو
بوبي ليو (بالإنجليزية: Bobby Leo)‏ هو لاعب كرة قاعدة أمريكي، ولد في 19 يناير 1945 في إيفرت في الولايات المتحدة.